# Album (Giuni Russo)
Album è un album di Giuni Russo pubblicato nel 1987, su 33 giri e musicassetta, dalla Bubble Record.

## Descrizione
Dopo aver scritto il brano Adrenalina, Giuni Russo decise di proporlo a Donatella Rettore per un duetto. La cantautrice veneta, dopo qualche esitazione, accettò di interpretare questo brano, particolarmente adatto alla sua personalità artistica. Di Adrenalina uscì anche il disco mix.
La promozione dell'album fu affidata anche a Mango, papaia.
Nei cori compaiono Maria Antonietta Sisini, Flavio Merkel e Platinette.

## Tracce
Testi di Giuni Russo e Maria Antonietta Sisini (tranne ove indicato diversamente), musiche di Maria Antonietta Sisini.
1. Ragazzi al luna park (testo: Testo di Giuni Russo e Gianfranco Signori)
2. Anima pagana (testo: Testo di Giuni Russo)
3. Alla luna
4. Adrenalina
5. Mango, papaia
6. I giardini di Eros (testo: Testo di Giuni Russo)
7. Inverno a Sarajevo
8. Venere ciprea
9. Il canto dei lillà (testo: Testo di Giuni Russo)

## Singoli estratti
- Ragazzi al luna park/Mango, papaia
- Adrenalina feat. Donatella Rettore/Adrenalina (strumentale)
- Mango, papaia/Mango, papaia (strumentale)

I tre 45 giri sopra citati, furono pubblicati prima dell'uscita del disco "ALBUM".

## Formazione
- Giuni Russo – voce
- Marco Colombo – chitarra acustica, chitarra elettrica
- Enzo Feliciati – tastiera
- Paolo Costa – basso, cori
- Gianfranco Gagliardi – tastiera, programmazione
- Roberto Colombo – tastiera
- Andrea Fornili – chitarra acustica, chitarra elettrica
- Maria Antonietta Sisini, Salvatore Spagnolello, Manuela Gilardi, Marcello Quartarone, Walter Tesoriere, Alberto Crucitti – cori

## Crediti
- Produzione Artistica: Maria Antonietta Sisini
- Produzione Esecutiva: Tony Ruggero
- Arrangiamenti: Roberto Colombo